# Rabiou Galadima Daouda
Rabiou Galadima Daouda ist ein ehemaliger Innenminister und Mitglied der Präsidentschaftsbewegung Nigers.